# Alosa vistonica
Az Alosa vistonica a sugarasúszójú halak (Actinopterygii) osztályának heringalakúak (Clupeiformes) rendjébe, ezen belül a heringfélék (Clupeidae) családjába tartozó faj.

## Előfordulása
Az Alosa vistonica a görögországi Vistonis-tó endemikus hala.

## Megjelenése
Ez a halfaj legfeljebb 17 centiméter hosszú lehet. A szájpadláson és az ekecsonton (vomer), jól fejlett fogak találhatók; főleg a fiataloknál.

## Életmódja
Ez a hal, a kizárólag édesvízi alózafajok egyike. Inkább kerüli a tó déli részén levő brakkvizet. Nem vándorol. Életmódjáról csak keveset tudunk.

## Veszélyeztetettsége
Az Alosa vistonica igen nagy veszélyben van, mivel elterjedési területe csak egyetlen tóra korlátozódik, és az ember még ezt az egy élőhelyét sem kíméli. A környéken levő települések és gyárak szennyvízei ide folynak, ezenkívül a tó vízét mezőgazdaságra is használják; s lehet a legrosszabb, hogy összekötő csatornát építettek a tó és a tenger között, s így a tó sótartalma megnőtt.